# Mas Ullastre
El Mas Ullastre és una masia al veïnat d'Ullastre, al sud-oest del nucli urbà de la població de Sant Climent Sescebes (Alt Empordà), a uns vuit-cents metres de distància del poble. El mas és a la banda de migdia del petit nucli. del municipi de
 inclosa en

## Arquitectura
Aquest mas, catalogat a l'Inventari del Patrimoni Arquitectònic de Catalunya, és de planta més o menys rectangular format per quatre grans cossos adossats, amb les cobertes de dues vessants de teula i, actualment, força rehabilitat per adaptar-lo a les necessitats del nou ús. La construcció, tot i que amb diverses parts del parament arrebossades i pintades, està bastida en pedra desbastada disposada regularment i lligada amb morter. La part més originària de la construcció es correspon amb els dos cossos centrals, el principal distribuït en dues plantes i el secundari en un únic nivell. El principal presenta les obertures rectangulars, amb el portal d'accés emmarcat en pedra desbastada i la llinda reformada en maons. Al pis, les obertures són rectangulars i presenten les llindes de fusta. Del cos secundari destaquen les dues arcades de mig punt bastides en pedra desbastada, de les quals una ha estat transformada en finestral. Aquesta part de la façana presenta un gran porxo adossat de nova construcció. Al bell mig dels dos cossos centrals hi ha un contrafort de pedra que reforça les estructures. A l'extrem de llevant del mas hi ha adossat un altre cos rectangular amb coberta de dues aigües i bastit en pedra, mentre que a la banda de ponent, el cos està arrebossat i pintat i és de factura més moderna. A l'interior de la part més antiga de la construcció, destaquen estances cobertes amb voltes rebaixades amb llunetes, que conserven perfectament l'encanyissat original. També hi ha estances cobertes amb embigats de fusta.
A escassa distància del mas hi ha un pou de planta circular amb teulada d'un sol vessant, tot i que restituïda.

## Història
El veïnat d'Ullastre, a uns 800 metres de Sant Climent, era una antiga possessió del monestir de Sant Pere de Rodes. Actualment, està format per un grup de masies escampades que daten dels segles XVII-XIX, com el Mas Navara.
La primera documentació que es registra d'Ullastre és del segle X com a possessió del monestir amb els noms de villa Oleastri (any 974), Oleastrum (any 982) i villa Oleastri (any 990). El 1362 hi ha al·lusió al mansum de Oylastre.
En el cas del mas Ullastre hom pot dir que és una masia construïda vers el segle xviii amb reformes i ampliacions posteriors. A finals del segle xx va ser reconvertida en el Restaurant Ullastre.